# 북키부주

북키부주의 위치

북키부주(프랑스어: Province du Nord-Kivu)는 콩고 민주 공화국 동부에 위치한 주이다. 주도는 고마이며 면적은 59,483 km2, 인구는 5,767,945명(2010년 기준), 인구 밀도는 97명/km2이다.
남쪽으로는 남키부주, 남서쪽으로는 마니에마주, 북서쪽으로는 초포주, 북쪽으로는 이투리주와 접하며 동쪽으로는 우간다, 르완다와 국경을 접한다.